# Trichosetodes lasiophyllus
Trichosetodes lasiophyllus är en nattsländeart som beskrevs av Yang och Morse 1989. Trichosetodes lasiophyllus ingår i släktet Trichosetodes och familjen långhornssländor. Inga underarter finns listade i Catalogue of Life.